# فاليريا (فيتيربو)
فاليريا هي كومونا تقع في مقاطعة فيتيربو، إيطاليا.